# Liutpold de Baviera
Luitpold (o Liutpold) (modernament Leopold) (mort 4 de juliol de 907), potser de la família Huosi o relacionat amb la dinastia carolíngia per Liutsvinda, mare de l'emperador Arnulf de Caríntia, fou el primer governant de la dinastia Luitpoldinga va governar Baviera i Caríntia a mitjans del segle desè.
En 893 va ser nomenat marcgravi a la marca de Caríntia a l'alta Panònia per Arnulf de Caríntia, llavors rei de Frància Oriental. Luitpold va succeir al deposat marcgravi Engelschalk II de la família Wilhelminer, i a diferència dels seus predecessors, va poder estendre el seu poder sense les traves del poderós marcgravi Aribó, rival d'Engelschalk, adquirint nombrosos comtats a Carintia, així com al Danubi i al Nordgau al voltant de Ratisbona des 895 en endavant, i es va establir ell mateix com el més destacat membre de l'aristocràcia de Baviera. Encara que va establir les bases del ducat de la nova dinastia, fou el seu fill Arnulf el Dolent qui, amb base en les adquisicions del seu pare, va assumir per primera vegada el títol de duc de Baviera.
Luitpold va romandre un partidari lleial del monarca carolingi Arnulf de Caríntia i el seu fill Lluís el Nen, i per agrair el seu suport li va confiar la defensa de les fronteres de Moràvia i Hongria. El 898 va lluitar amb èxit contra Mojmír II, el rei de la Gran Moràvia, en nom del germà rebel del rei, Svatopluk II, i va forçar a Mojmír a convertir-se en vassall d'Arnulf. El 903 Liutpold va portar el títol de Dux Boemanorum, o sigui duc a Bohèmia. Va organitzar la defensa franca contra l'amenaça dels magiars amb el seu gran príncep Árpád i el 4 de juliol de 907 va morir a l'est de Viena en la batalla de Presburg.

## Matrimoni i fills
Luitpold es va casar amb Cunegunda, filla de Bertold I, comte palatí reial a Suàbia, i germana del duc de Suàbia Erchanger, membre de la dinastia Ahalolfinga. Després de la mort de Luitpold, Cunegunda es va casar amb el rei Conrad I d'Alemanya el 913. Luitpold i Cunegunda van tenir dos fills:
- Arnulf II el Dolent, duc de Baviera 907-937 i
- Bertold, duc de Baviera del 938 al 948

A partir del títol dels seus descendents, Luitpold és sovint qualificat de duc de Baviera o marcgravi de Baviera, sent aquest últim el títol més exacte del seu domini, ja que mai fou duc a Baviera.